# Granat UGŁ-200
UGŁ 200 (Uniwersalny Granat Łzawiący) – polski granat chemiczny elaborowany lakrymatorem.
Granat UGŁ 200 jest chemicznym środkiem obezwładniającym przeznaczonym do wytwarzania krótkotrwałych obłoków dymno-łzawiących celem obezwładnienia siły żywej. Działanie oparte na wykorzystaniu drażniących cząstek chloroacetofenonu na błony śluzowe człowieka. Używany przez Milicję Obywatelską do rozpędzania demonstracji. Z uwagi na kartonową obudowę często tracił swoje właściwości jeszcze przed odpaleniem.
UGŁ 200 może być stosowany jako granat ręczny lub wystrzeliwany z granatników RWGŁ-1, RWGŁ-3 i AWGŁ.